# Philipp Salzmann
Pour les articles homonymes, voir Salzmann.
Philipp Salzmann est un botaniste, un entomologiste, un médecin et un pédagogue prussien, né en 1781 à Erfurt et mort en 1851 à Montpellier.
Il est le fils du pédagogue Christian Gotthilf Salzmann (1744-1811). Il étudie la médecine à Göttingen, à Vienne, à Halle et à Paris. Il s’installe à Montpellier et voyage, de 1823 à 1830, en Espagne, en Afrique du Nord (1823-1824) et au Brésil (1827-1830).

## Source bibliographique
- Augustin-Pyramus de Candolle (2004). Mémoires et Souvenirs (1778-1841) édités par Jean-Daniel Candaux et Jean-Marc Drouin avec le concours de Patrick Bungener et René Sigrist. Georg Éditeur (Chêne-Bourg, Genève), coll. « Bibliothèque d’histoire des sciences », xv + 591 p.  (ISBN 2-8257-0832-1).